# Ivica Osim
Ivica Osim   (Sarajevo, 6 de maig de 1941 - Graz, 1 de maig de 2022) va ser un futbolista i entrenador bosnià. Va disputar 16 partits amb la selecció de Iugoslàvia.

## Estadístiques
| Selecció de Iugoslàvia | Selecció de Iugoslàvia | Selecció de Iugoslàvia |
| Anys                   | Partits                | Gols                   |
| ---------------------- | ---------------------- | ---------------------- |
| 1964                   | 6                      | 4                      |
| 1965                   | 1                      | 0                      |
| 1966                   | 0                      | 0                      |
| 1967                   | 3                      | 3                      |
| 1968                   | 5                      | 1                      |
| 1969                   | 1                      | 0                      |
| Total                  | 16                     | 8                      |